# Igrzyska Śródziemnomorskie 2018
18. Igrzyska Śródziemnomorskie – multidyscyplinarne zawody sportowe, które odbyły się w hiszpańskim mieście Tarragona w dniach 22 czerwca – 1 lipca 2018.

## Uczestnicy
Na Igrzyskach Śródziemnomorskich 2018 swoje reprezentacje wystawiły dwadzieścia sześć państwa.
- Albania
- Algieria
- Andora
- Bośnia i Hercegowina
- Chorwacja
- Cypr
- Czarnogóra
- Egipt
- Francja
- Grecja
- Hiszpania
- Kosowo
- Liban
- Libia
- Macedonia
- Malta
- Maroko
- Monako
- San Marino
- Serbia
- Słowenia
- Syria
- Portugalia
- Tunezja
- Turcja
- Włochy

## Dyscypliny
Triathlon był jedynym nowym sportem dodanym do programu Igrzysk Śródziemnomorskich. Jeździectwo i Golf wróciły po nieobecności na Igrzyskach Śródziemnomorskich 2013. Niepełnosprawni brali udział w dwóch sportach – pływaniu i lekkoatletyce. Turniej koszykówki odbył się w formacie 3×3. W boksie i piłce nożnej zawody odbyły się tylko dla mężczyzn, podczas gdy gimnastyka artystyczna była tylko dla kobiet.
- Badminton (4) (szczegóły)
- Boks (9) (szczegóły)
- Bowls (9) (szczegóły)
- Gimnastyka artystyczna (1) (szczegóły)
- Gimnastyka sportowa (14) (szczegóły)
- Golf (4) (szczegóły)
- Jeździectwo (2) (szczegóły)
- Judo (14) (szczegóły)
- Kajakarstwo (5) (szczegóły)
- Karate (10) (szczegóły)
- Kolarstwo szosowe (4) (szczegóły)
- Koszykówka (2) (szczegóły)
- Lekkoatletyka (35) (szczegóły)
- Łucznictwo (4) (szczegóły)
- Narciarstwo wodne (2) (szczegóły)
- Piłka nożna (1) (szczegóły)
- Piłka ręczna (2) (szczegóły)
- Piłka wodna (2) (szczegóły)
- Pływanie (40) (szczegóły)
- Podnoszenie ciężarów (24) (szczegóły)
- Siatkówka (halowa) (2) (szczegóły)
- Siatkówka plażowa (2) (szczegóły)
- Strzelectwo (6) (szczegóły)
- Szermierka (4) (szczegóły)
- Taekwondo (8) (szczegóły)
- Tenis stołowy (4) (szczegóły)
- Tenis ziemny (4) (szczegóły)
- Triathlon (2) (szczegóły)
- Wioślarstwo (6) (szczegóły)
- Zapasy (14) (szczegóły)
- Żeglarstwo (4) (szczegóły)

## Tabela medalowa
| Rk                          | Kraj                        | Złoto                       | Srebro                      | Brąz                        | Razem |
| 1.                          | Włochy                      | 56                          | 55                          | 45                          | 156   |
| 2.                          | Hiszpania                   | 38                          | 40                          | 44                          | 122   |
| 3.                          | Turcja                      | 31                          | 25                          | 39                          | 95    |
| 4.                          | Francja                     | 28                          | 31                          | 40                          | 99    |
| 5.                          | Egipt                       | 18                          | 11                          | 16                          | 45    |
| 6.                          | Grecja                      | 12                          | 14                          | 21                          | 47    |
| 7.                          | Serbia                      | 12                          | 11                          | 9                           | 32    |
| 8.                          | Maroko                      | 10                          | 7                           | 7                           | 24    |
| 9.                          | Chorwacja                   | 9                           | 5                           | 3                           | 17    |
| 10.                         | Tunezja                     | 6                           | 13                          | 13                          | 32    |
| 11.                         | Słowenia                    | 4                           | 9                           | 23                          | 36    |
| 12.                         | Cypr                        | 4                           | 2                           | 2                           | 8     |
| 13.                         | Portugalia                  | 3                           | 8                           | 13                          | 8     |
| 14.                         | Kosowo                      | 3                           | 1                           | 0                           | 4     |
| 15.                         | Algieria                    | 2                           | 4                           | 7                           | 13    |
| 16.                         | Syria                       | 2                           | 2                           | 3                           | 7     |
| 17.                         | Macedonia Północna          | 2                           | 1                           | 3                           | 6     |
| 18.                         | San Marino                  | 2                           | 0                           | 0                           | 2     |
| 19.                         | Bośnia i Hercegowina        | 1                           | 1                           | 3                           | 5     |
| 20.                         | Albania                     | 1                           | 1                           | 0                           | 2     |
| 21.                         | Czarnogóra                  | 0                           | 0                           | 2                           | 2     |
| 22.                         | Monako                      | 0                           | 2                           | 0                           | 2     |
| 23.                         | Liban                       | 0                           | 1                           | 0                           | 1     |
| 24.                         | Malta                       | 0                           | 0                           | 1                           | 1     |
| Stan po zakończeniu zawodów | Stan po zakończeniu zawodów | Stan po zakończeniu zawodów | Stan po zakończeniu zawodów | Stan po zakończeniu zawodów | 784   |